# Лукаш Фабіанський
Лукаш Марек Фабіанський (пол. Łukasz Marek Fabiański, нар. 18 квітня 1985, Костшин-над-Одрою) — польський футболіст, воротар англійського «Вест Гем Юнайтед» і національної збірної Польщі.

## Клубна кар'єра
У дорослому футболі дебютував 2004 року виступами за «Лех», в якому провів один сезон, не зігравши жодного матчу в чемпіонаті.
2005 року приєднався до складу «Легії». Відіграв за команду з Варшави наступні два сезони своєї ігрової кар'єри. Більшість часу, проведеного у складі «Легії», був основним голкіпером команди. Відзначався досить високою надійністю, пропускаючи в іграх чемпіонату в середньому менше одного голу за матч.
2007 року за орієнтовні 2,1 млн фунтів перейшов до лондонського «Арсенала». У складі канонірів спочатку був резервистом іспанця Мануеля Альмунії, а згодом здебільшого безуспішно боровся за місце основного воротаря із співвітчизником Войцехом Щенсним. Загалом за сім років в «Арсеналі» взяв участь лише в 78 офіційних матчах, менше половини з яких припали на Прем'єр-лігу. 
Влітку 2014 року контракт Фабіанського за «Арсеналом» закінчився і він на правах вільного агента приєднався до «Свонсі Сіті», де нарешті став стабільним основним гравцем в англійському найвищому дивізіоні. 
У сезоні 2017/18 не зміг допомогти валлійській команді зберегти місце у Прем'єр-лізі, а вже 20 червня 2018 року було оголошено про перехід поляка до лав «Вест Гем Юнайтед» за 7 млн фунтів. Відразу ставши основним воротарем нової команди, за результатами сезоні 2018/19 визнаний її найкращим гравцем.
У вересні 2019 року травмував ногу і до переривання сезону 2019/20 у березні 2020 року через пандемію коронавірусу на полі не з'являвся.

## Виступи за збірну
2006 року дебютував в офіційних матчах у складі національної збірної Польщі.
Був у заявках збірної на чемпіонат світу 2006 року у Німеччині і чемпіонат Європи 2008 року в Австрії та Швейцарії, проте на обох цих турнірах був одним з дублерів Артура Боруца і на поле не виходив.
Стабільним «першим номером» польської збірної став лише 2015 року по ходу відбору на ЧЄ-2016. Згодом був основним голкіпером «кадри» і по ходу фінальної частини континентальної першості 2016, де поляки лише за післяматчевими пенальті поступилися у чвертьфіналі майбутнім переможцям турніру, Португалії. 
За два роки, на ЧС-2018, починав турнір як дублер Войцеха Щенсного, який не допоміг полякам уникнути поразок у двох стартових іграх групового етапу із загальним рахунком 1:5. Тож у заключній грі у групі, яка не мала для польської команди турнірного значення, її ворота захищав вже Фабіанський.
| Дата       | Місто                  | Господарі          | Результат               | Гості       | Турнір                               | Голи | Примітки |
| ---------- | ---------------------- | ------------------ | ----------------------- | ----------- | ------------------------------------ | ---- | -------- |
| 28-3-2006  | Ер-Ріяд                | Саудівська Аравія  | 1 – 2                   | Польща      | товариський матч                     | -    | 84'      |
| 2-5-2006   | Белхатув               | Польща             | 0 – 1                   | Литва       | товариський матч                     | -    | 82'      |
| 6-12-2006  | Абу-Дабі               | ОАЕ                | 2 – 5                   | Польща      | товариський матч                     | -1   | 46'      |
| 3-2-2007   | Херес-де-ла-Фронтера   | Естонія            | 0 – 4                   | Польща      | товариський матч                     | -    | 61'      |
| 17-10-2007 | Лодзь                  | Польща             | 0 – 1                   | Угорщина    | товариський матч                     | -1   |          |
| 21-11-2007 | Белград                | Сербія             | 2 – 2                   | Польща      | Відбір до ЧЄ 2008                    | -2   |          |
| 6-2-2008   | Ларнака                | Польща             | 2 – 0                   | Чехія       | товариський матч                     | -    | 46'      |
| 27-5-2008  | Ройтлінген             | Албанія            | 0 – 1                   | Польща      | товариський матч                     | -    |          |
| 20-8-2008  | Львів                  | Україна            | 1 – 0                   | Польща      | товариський матч                     | -1   |          |
| 6-9-2008   | Вроцлав                | Польща             | 1 – 1                   | Словенія    | Відбір до ЧС 2010                    | -1   |          |
| 10-9-2008  | Серравалле             | Сан-Марино         | 0 – 2                   | Польща      | Відбір до ЧС 2010                    | -    |          |
| 19-11-2008 | Дублін                 | Ірландія           | 2 – 3                   | Польща      | товариський матч                     | -2   |          |
| 11-2-2009  | Фару                   | Уельс              | 0 – 1                   | Польща      | товариський матч                     | -    | 46'      |
| 1-4-2009   | Кельці                 | Польща             | 10 – 0                  | Сан-Марино  | Відбір до ЧС 2010                    | -    |          |
| 2-6-2010   | Куфштайн               | Сербія             | 0 – 0                   | Польща      | товариський матч                     | -    |          |
| 11-8-2010  | Щецин                  | Польща             | 0 – 3                   | Камерун     | товариський матч                     | -1   | 46'      |
| 17-11-2010 | Познань                | Польща             | 3 – 1                   | Кот-д'Івуар | товариський матч                     | -1   |          |
| 7-10-2011  | Сеул                   | Південна Корея     | 2 – 2                   | Польща      | товариський матч                     | -2   |          |
| 11-10-2011 | Вісбаден               | Польща             | 2 – 0                   | Білорусь    | товариський матч                     | -    |          |
| 15-11-2011 | Познань                | Польща             | 2 – 1                   | Угорщина    | товариський матч                     | -1   |          |
| 22-5-2012  | Клагенфурт-ам-Вертерзе | Польща             | 1 – 0                   | Латвія      | товариський матч                     | -    |          |
| 18-11-2014 | Вроцлав                | Польща             | 2 – 2                   | Швейцарія   | товариський матч                     | -1   | 46'      |
| 29-3-2015  | Дублін                 | Ірландія           | 1 – 1                   | Польща      | Відбір до ЧЄ 2016                    | -1   |          |
| 13-6-2015  | Варшава                | Польща             | 4 – 0                   | Грузія      | Відбір до ЧЄ 2016                    | -    |          |
| 4-9-2015   | Франкфурт-на-Майні     | Німеччина          | 3 – 1                   | Польща      | Відбір до ЧЄ 2016                    | -3   |          |
| 7-9-2015   | Варшава                | Польща             | 8 – 1                   | Гібралтар   | Відбір до ЧЄ 2016                    | -1   |          |
| 8-10-2015  | Глазго                 | Шотландія          | 2 – 2                   | Польща      | Відбір до ЧЄ 2016                    | -2   |          |
| 11-10-2015 | Варшава                | Польща             | 2 – 1                   | Ірландія    | Відбір до ЧЄ 2016                    | -1   |          |
| 23-3-2016  | Познань                | Польща             | 1 – 0                   | Сербія      | товариський матч                     | -    | 46'      |
| 6-6-2016   | Краків                 | Польща             | 0 – 0                   | Литва       | товариський матч                     | -    | 46'      |
| 16-6-2016  | Сен-Дені               | Німеччина          | 0 – 0                   | Польща      | ЧЄ 2016 - 1-й етап                   | -    |          |
| 21-6-2016  | Марсель                | Україна            | 0 – 1                   | Польща      | ЧЄ 2016 - 1-й етап                   | -    |          |
| 25-6-2016  | Сент-Етьєн             | Швейцарія          | 1 – 1 д.ч. (4 – 5 п.п.) | Польща      | ЧЄ 2016 - 1/8 фіналу                 | -1   |          |
| 30-6-2016  | Марсель                | Польща             | 1 – 1 д.ч. (3 – 5 п.п.) | Португалія  | ЧЄ 2016 - чвертьфінал                | -1   |          |
| 4-9-2016   | Нур-Султан             | Казахстан          | 2 – 2                   | Польща      | Відбір до ЧС 2018                    | -2   |          |
| 8-10-2016  | Варшава                | Польща             | 3 – 2                   | Данія       | Відбір до ЧС 2018                    | -2   |          |
| 11-10-2016 | Варшава                | Польща             | 2 – 1                   | Вірменія    | Відбір до ЧС 2018                    | -1   |          |
| 11-11-2016 | Бухарест               | Румунія            | 0 – 3                   | Польща      | Відбір до ЧС 2018                    | -    |          |
| 26-3-2017  | Подгориця              | Чорногорія         | 1 – 2                   | Польща      | Відбір до ЧС 2018                    | -1   |          |
| 1-9-2017   | Копенгаген             | Данія              | 4 – 0                   | Польща      | Відбір до ЧС 2018                    | -4   |          |
| 4-9-2017   | Варшава                | Польща             | 3 – 0                   | Казахстан   | Відбір до ЧС 2018                    | -    |          |
| 10-11-2017 | Варшава                | Польща             | 0 – 0                   | Уругвай     | товариський матч                     | -    | 46'      |
| 23-3-2018  | Вроцлав                | Польща             | 0 – 1                   | Нігерія     | товариський матч                     | -    | 46'      |
| 8-6-2018   | Познань                | Польща             | 2 – 2                   | Чилі        | товариський матч                     | -1   | 46'      |
| 12-6-2018  | Варшава                | Польща             | 4 – 0                   | Литва       | товариський матч                     | -    | 46'      |
| 28-6-2018  | Волгоград              | Японія             | 0 – 1                   | Польща      | ЧС 2018 - 1-й етап                   | -    |          |
| 7-9-2018   | Болонья                | Італія             | 1 – 1                   | Польща      | Ліга націй УЄФА 2018-2019 - 1-й етап | -1   | 90+3'    |
| 11-10-2018 | Хожув                  | Польща             | 2 – 3                   | Португалія  | Ліга націй УЄФА 2018-2019 - 1-й етап | -3   |          |
| 7-6-2019   | Скоп'є                 | Північна Македонія | 0 – 1                   | Польща      | Відбір до ЧЄ 2020                    | -    |          |
| 10-6-2019  | Варшава                | Польща             | 4 – 0                   | Ізраїль     | Відбір до ЧЄ 2020                    | -    |          |
| 6-9-2019   | Любляна                | Словенія           | 2 – 0                   | Польща      | Відбір до ЧЄ 2020                    | -2   |          |
| 9-9-2019   | Варшава                | Польща             | 0 – 0                   | Австрія     | Відбір до ЧЄ 2020                    | -    |          |
| Усього     |                        | Матчів             | 52                      |             | Голів                                | -41  |          |

## Титули і досягнення

### Командні
- Чемпіон Польщі (1):

«Легія»: 2005–06
- Володар Кубка Англії (1):

«Арсенал»: 2013–14
- Переможець Ліги конференцій УЄФА (1):

«Вест Гем Юнайтед»: 2022–23

### Особисті
- Польський футболіст року: 2018